# Acacia subfalcata
Acacia subfalcata é uma espécie de leguminosa do gênero Acacia, pertencente à família Fabaceae.